# Všechno bude dobrý
Všechno bude dobrý je šesté studiové album české skupiny Jelen, vydané 6. října 2023 u vydavatelství SinglTon. Singl „Touha a pláč“ je aktuálně (2023) mezi deseti nejhranějšími českými písničkami v rozhlasovém éteru.

## Seznam skladeb
| Pořadí         | Název                  | Délka |
| -------------- | ---------------------- | ----- |
| 1.             | Nic není prázdnější    | 2:25  |
| 2.             | Voda není krev         | 3:07  |
| 3.             | Touha a pláč           | 2:47  |
| 4.             | Miluju tě              | 3:50  |
| 5.             | Atomy                  | 3:18  |
| 6.             | Je lepší se opít       | 3:46  |
| 7.             | Na schodech do kostela | 4:44  |
| 8.             | Na špatným hrobě       | 5:24  |
| 9.             | Za tebou               | 3:34  |
| 10.            | Patříš sem             | 3:27  |
| 11.            | Tisíc žen              | 4:14  |
| 12.            | Všechno bude dobrý     | 4:08  |
| Celková délka: | Celková délka:         | 44:44 |

## Aranžmá skladeb
Autory všech skladeb jsou Martin Ledvina, Ondřej Málek a Martin Kasal. Texty napsal Jindra Polák.